# 科茨沃尔德之路
科茨沃尔德之路（Cotswold Way）是一条102-英里（164-）长的小径，路线沿着英格兰科茨沃尔德山区边缘的断崖。它于2007年5月24日正式命名为国家小径。

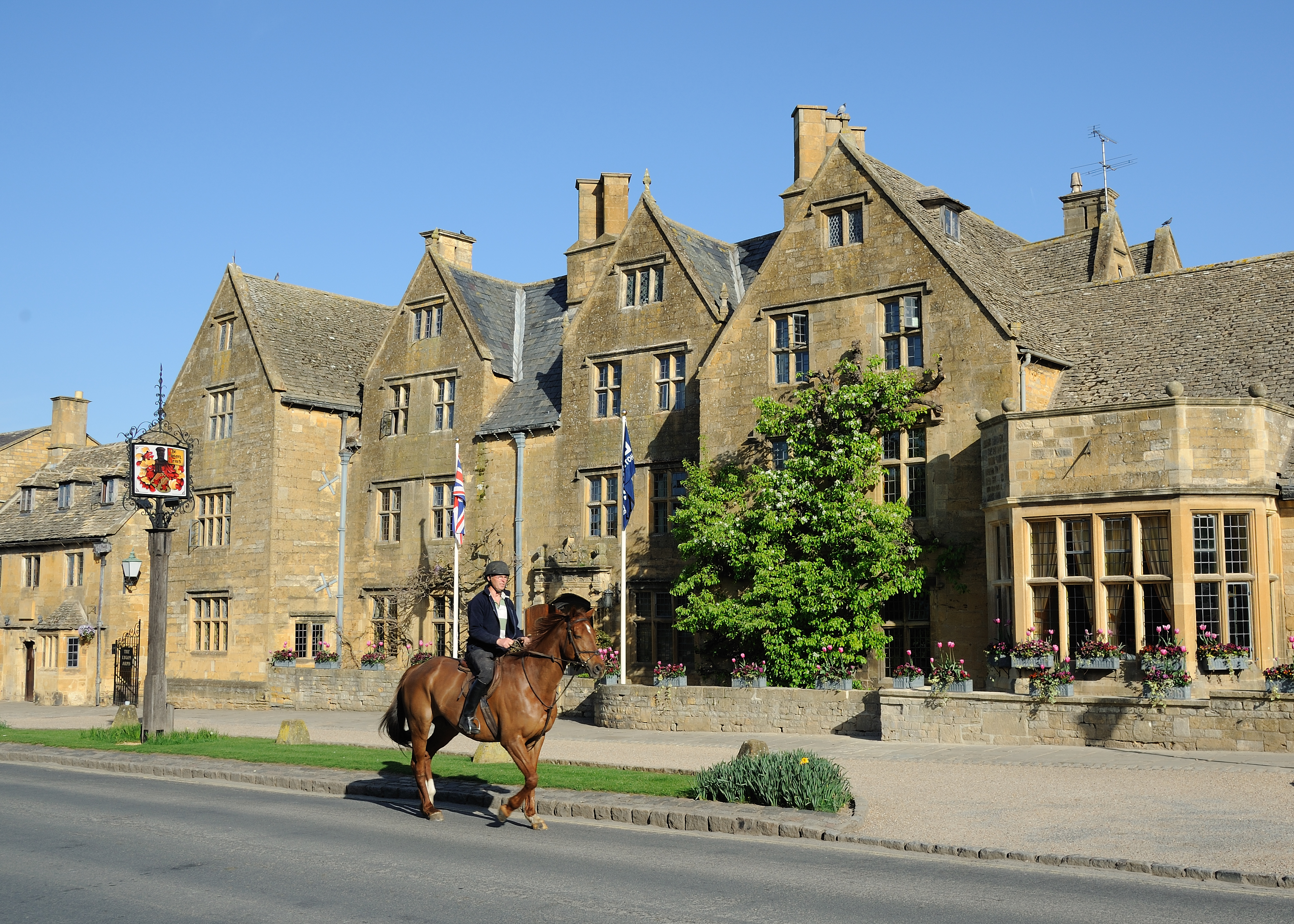
百老汇

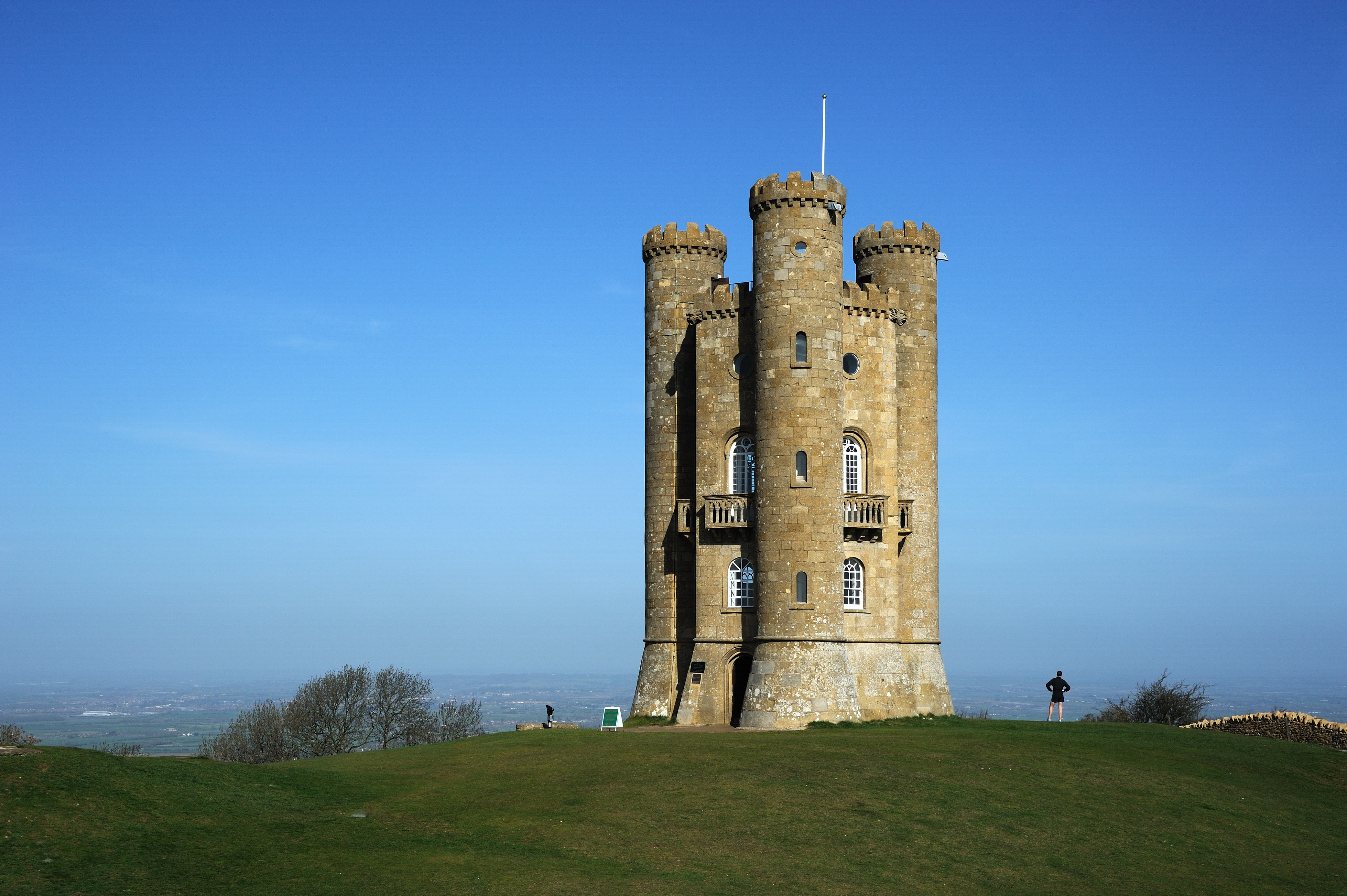
百老汇塔

## 路线

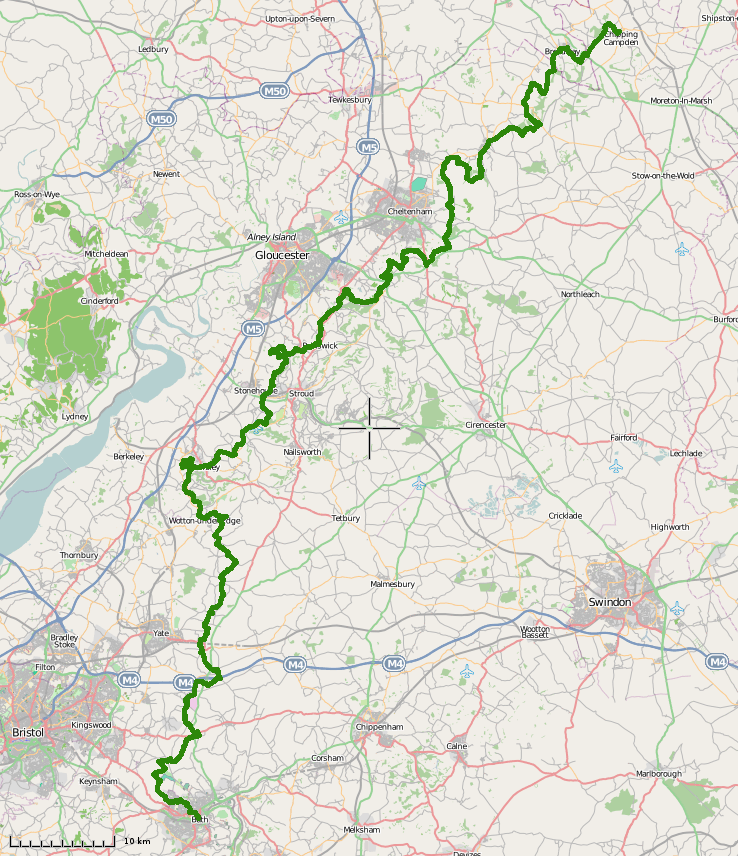
科茨沃尔德之路

1. 起点：巴斯
2. 沃頓安德埃奇
3. 廷代尔纪念碑
4. 德斯利
5. 斯特勞德
6. 佩恩斯威克
7. 克利夫山
8. 苏德利城堡
9. 溫什科姆
10. 黑爾斯修道院
11. 百老汇塔
12. 百老汇 (伍斯特郡)
13. 终点：奇平卡姆登